# 3. slovenská fotbalová liga 2014/2015
V soubojích 22. ročníku 3. slovenské fotbalové ligy 2014/15 se utkalo dohromady 66 týmů. Soutěž byla před sezónou rozšířena na čtyři skupiny (Bratislava, Západ, Střed a Východ).
Vítězi jednotlivých skupin a zároveň i postupujícími se staly týmy OFK Dunajská Lužná (sk. Bratislava), TJ Iskra Borčice (sk. Západ), OFK Teplička nad Váhom (sk. Střed) a FK Spišská Nová Ves (sk. Východ). Z důvodu zrušení rezervního týmu MFK Košice postoupil také druhý tým skupiny východ FK Haniska. Do jednotlivých regionálních soutěží sestoupily mužstva – FK Tatran Stupava, MFK Vrbové, FK Slovan Levice, PFK Piešťany, FK - 34 Brusno - Ondrej (oba týmy odstoupily po ukončení podzimní části soutěže), FK Rakytovce (odstoupení po ukončení soutěže), FK Vysoké Tatry - Starý Smokovec a MFK Zemplín Michalovce „B“.

## Nové týmy v sezoně 2014/15
Do skupiny Bratislava byly zařazený týmy – OFK Dunajská Lužná, FK Rača (oba týmy bývalý účastnící sk. Západ), dále postupující z Majstrovstvá regiónu BFZ (4. nejvyšší soutěž) – FC Rohožník, MŠK Kráľová pri Senci, FK Slovan Most pri Bratislave, FK Inter Bratislava, ŠK Svätý Jur, TJ Rovinka, ŠK Lozorno, ŠK Báhoň, ŠK Bernolákovo, OŠK Slovenský Grob, FK Slovan Ivanka pri Dunaji, FK Tatran Stupava, a dva postupující ze čtvrté ligy BFZ (5. nejvyšší soutěž) – ŠK Tomášov a TJ Slovan Viničné.
Do skupiny Západ byly zařazený týmy – FK Spartak Vráble, FK Slovan Nemšová, MFK Topvar Topoľčany, FKM Nové Zámky, FK Púchov, MFK Vrbové, FK Slovan Levice, PFK Piešťany, dále postupující ze třetí ligy ZsFZ (4. nejvyšší soutěž) – MŠK – Thermál Veľký Meder, OFC Russel Gabčíkovo, FC Neded, TJ Družstevník Veľké Ludince, OTJ Palárikovo, KFC Komárno, ŠK LR Crystal Lednické Rovne, dva postupující ze čtvrté ligy ZsFZ (5. nejvyšší soutěž) – TJ Iskra Borčice, FC DAC 1904 Dunajská Streda „B“, a nově založený FC Spartak Trnava „C“, který se stal nástupcem FC Horses Šúrovce.
Do skupiny Střed byly zařazený týmy – MŠK Fomat Martin, MŠK Námestovo, TJ ŠK Kremnička (všichni bývalý účastnící sk. Východ), dále postupující ze čtvrté ligy SsFZ (4. nejvyšší soutěž) – OFK Teplička nad Váhom, ŠK Javorník Makov, TJ Baník Kalinovo, MFK Nová Baňa, FK Rakytovce, FK LAFC Lučenec, MFK Bytča, FK Pohronie „B“, FK Čadca, MŠK Tatran Krásno nad Kysucou, MFK Žarnovica, FK - 34 Brusno - Ondrej, a dva postupující z páté ligy SsFZ (5. nejvyšší soutěž) – ŠKM Liptovský Hrádok a MFK Žarnovica.
Do skupiny Východ byly zařazený týmy – ŠK Odeva Lipany, 1. FC Tatran Prešov „B“, MFK Vranov nad Topľou, ŠK Milenium 2000 Bardejovská Nová Ves, ŠK Futura Humenné, dále postupující ze čtvrté ligy VsFZ (4. nejvyšší soutěž) – FK Spišská Nová Ves, FK Haniska, TJ FK Vyšné Opátske, MFK Snina, TJ FK Veľké Revištia, MFK Slovan Giraltovce, MŠK Tesla Stropkov, FK Družstevník Plavnica, MFK Slovan Sabinov, FK Vysoké Tatry - Starý Smokovec a MFK Zemplín Michalovce „B“.

## Skupina Bratislava
Zdroj: 
| Poř. | Tým                           | Z  | V  | R | P  | VG | OG | B  |
| ---- | ----------------------------- | -- | -- | - | -- | -- | -- | -- |
| 1.   | OFK Dunajská Lužná            | 30 | 23 | 5 | 2  | 81 | 22 | 74 |
| 2.   | FC Rohožník                   | 30 | 21 | 6 | 3  | 61 | 19 | 69 |
| 3.   | FK Rača                       | 30 | 17 | 6 | 7  | 62 | 29 | 57 |
| 4.   | MŠK Kráľová pri Senci         | 30 | 14 | 8 | 8  | 42 | 25 | 50 |
| 5.   | FK Slovan Most pri Bratislave | 30 | 13 | 9 | 8  | 37 | 31 | 48 |
| 6.   | FK Inter Bratislava           | 30 | 13 | 8 | 9  | 46 | 41 | 47 |
| 7.   | ŠK Svätý Jur                  | 30 | 12 | 7 | 11 | 52 | 35 | 43 |
| 8.   | TJ Rovinka                    | 30 | 12 | 6 | 12 | 41 | 41 | 42 |
| 9.   | ŠK Lozorno                    | 30 | 12 | 5 | 13 | 34 | 37 | 41 |
| 10.  | ŠK Tomášov                    | 30 | 11 | 8 | 11 | 33 | 38 | 41 |
| 11.  | ŠK Báhoň                      | 30 | 10 | 6 | 14 | 33 | 47 | 36 |
| 12.  | ŠK Bernolákovo                | 30 | 10 | 5 | 15 | 42 | 57 | 35 |
| 13.  | OŠK Slovenský Grob            | 30 | 6  | 7 | 17 | 36 | 69 | 25 |
| 14.  | FK Slovan Ivanka pri Dunaji   | 30 | 5  | 6 | 19 | 19 | 60 | 21 |
| 15.  | TJ Slovan Viničné             | 30 | 5  | 6 | 19 | 28 | 67 | 21 |
| 16.  | FK Tatran Stupava             | 30 | 5  | 4 | 21 | 22 | 51 | 19 |

Poznámky:
- Z = Odehrané zápasy; V = Vítězství; R = Remízy; P = Prohry; VG = Vstřelené góly; OG = Obdržené góly; B = Body

|  | postup do DOXXbet ligy 2015/16 |
|  | sestup do regionálních soutěží |

## Skupina Západ
Zdroj: 
| Poř. | Tým                             | Z  | V  | R  | P  | VG | OG | B  |
| ---- | ------------------------------- | -- | -- | -- | -- | -- | -- | -- |
| 1.   | TJ Iskra Borčice                | 32 | 23 | 6  | 3  | 72 | 18 | 75 |
| 2.   | MŠK – Thermál Veľký Meder       | 32 | 20 | 10 | 2  | 63 | 19 | 70 |
| 3.   | OFC Russel Gabčíkovo            | 32 | 16 | 10 | 6  | 63 | 30 | 58 |
| 4.   | FC Neded                        | 32 | 15 | 10 | 7  | 40 | 32 | 55 |
| 5.   | TJ Družstevník Veľké Ludince    | 32 | 15 | 7  | 10 | 46 | 31 | 52 |
| 6.   | OTJ Palárikovo                  | 32 | 12 | 9  | 11 | 37 | 32 | 45 |
| 7.   | FK Spartak Vráble               | 32 | 12 | 9  | 11 | 32 | 34 | 45 |
| 8.   | FC Spartak Trnava „C“           | 32 | 11 | 11 | 10 | 51 | 49 | 44 |
| 9.   | FK Slovan Nemšová               | 32 | 11 | 9  | 12 | 33 | 37 | 42 |
| 10.  | MFK Topvar Topoľčany            | 32 | 11 | 7  | 14 | 38 | 55 | 40 |
| 11.  | KFC Komárno                     | 32 | 10 | 9  | 13 | 39 | 46 | 39 |
| 12.  | FC DAC 1904 Dunajská Streda „B“ | 32 | 11 | 6  | 15 | 38 | 41 | 39 |
| 13.  | FKM Nové Zámky                  | 32 | 10 | 7  | 15 | 38 | 51 | 37 |
| 14.  | FK Púchov                       | 32 | 8  | 12 | 12 | 26 | 35 | 36 |
| 15.  | ŠK LR Crystal Lednické Rovne    | 32 | 8  | 5  | 19 | 27 | 59 | 29 |
| 16.  | MFK Vrbové                      | 32 | 6  | 4  | 22 | 20 | 49 | 22 |
| 17.  | FK Slovan Levice                | 32 | 6  | 3  | 23 | 28 | 73 | 21 |
| 18.  | PFK Piešťany                    | 0  | 0  | 0  | 0  | 0  | 0  | 0  |

Poznámky:
- Z = Odehrané zápasy; V = Vítězství; R = Remízy; P = Prohry; VG = Vstřelené góly; OG = Obdržené góly; B = Body

|  | postup do DOXXbet ligy 2015/16                                            |
|  | sestup do regionálních soutěží                                            |
|  | odhlášení ze soutěže v průběhu sezóny (po sezóně zánik mužského družstva) |

## Skupina Střed
Zdroj: 
| Poř. | Tým                           | Z  | V  | R | P  | VG | OG | B  |
| ---- | ----------------------------- | -- | -- | - | -- | -- | -- | -- |
| 1.   | OFK Teplička nad Váhom        | 28 | 22 | 5 | 1  | 66 | 17 | 71 |
| 2.   | MŠK Fomat Martin              | 28 | 18 | 6 | 4  | 62 | 22 | 60 |
| 3.   | ŠK Javorník Makov             | 28 | 16 | 3 | 9  | 68 | 33 | 51 |
| 4.   | MŠK Námestovo                 | 28 | 14 | 7 | 7  | 42 | 30 | 49 |
| 5.   | TJ ŠK Kremnička               | 28 | 12 | 8 | 8  | 51 | 45 | 44 |
| 6.   | TJ Baník Kalinovo             | 28 | 11 | 8 | 9  | 47 | 34 | 41 |
| 7.   | ŠKM Liptovský Hrádok          | 28 | 13 | 2 | 13 | 48 | 52 | 41 |
| 8.   | MFK Nová Baňa                 | 28 | 11 | 3 | 14 | 42 | 48 | 36 |
| 9.   | FK Rakytovce                  | 28 | 11 | 3 | 14 | 40 | 53 | 36 |
| 10.  | FK LAFC Lučenec               | 28 | 10 | 5 | 13 | 35 | 45 | 35 |
| 11.  | MFK Bytča                     | 28 | 9  | 5 | 14 | 47 | 54 | 32 |
| 12.  | FK Pohronie „B“               | 28 | 8  | 6 | 14 | 34 | 55 | 30 |
| 13.  | FK Čadca                      | 28 | 7  | 4 | 17 | 28 | 39 | 25 |
| 14.  | MŠK Tatran Krásno nad Kysucou | 28 | 6  | 5 | 17 | 27 | 61 | 23 |
| 15.  | MFK Žarnovica                 | 28 | 6  | 2 | 20 | 37 | 86 | 20 |
| 16.  | FK - 34 Brusno - Ondrej       | 0  | 0  | 0 | 0  | 0  | 0  | 0  |

Poznámky:
- Z = Odehrané zápasy; V = Vítězství; R = Remízy; P = Prohry; VG = Vstřelené góly; OG = Obdržené góly; B = Body

|  | postup do DOXXbet ligy 2015/16          |
|  | odhlášení ze soutěže po ukončení sezóny |
|  | odhlášení ze soutěže v průběhu sezóny   |

## Skupina Východ
Zdroj: 
| Poř. | Tým                                   | Z  | V  | R | P  | VG | OG | B  |
| ---- | ------------------------------------- | -- | -- | - | -- | -- | -- | -- |
| 1.   | FK Spišská Nová Ves                   | 30 | 18 | 2 | 10 | 65 | 30 | 56 |
| 2.   | FK Haniska                            | 30 | 17 | 4 | 9  | 63 | 35 | 55 |
| 3.   | ŠK Odeva Lipany                       | 30 | 16 | 4 | 10 | 37 | 30 | 52 |
| 4.   | 1. FC Tatran Prešov „B“               | 30 | 16 | 2 | 12 | 47 | 27 | 50 |
| 5.   | MFK Vranov nad Topľou                 | 30 | 15 | 5 | 10 | 43 | 30 | 50 |
| 6.   | TJ FK Vyšné Opátske                   | 30 | 14 | 5 | 11 | 52 | 44 | 47 |
| 7.   | MFK Snina                             | 30 | 13 | 8 | 9  | 39 | 34 | 47 |
| 8.   | TJ FK Veľké Revištia                  | 30 | 13 | 4 | 13 | 40 | 49 | 43 |
| 9.   | MFK Slovan Giraltovce                 | 30 | 13 | 4 | 13 | 31 | 42 | 43 |
| 10.  | MŠK Tesla Stropkov                    | 30 | 12 | 6 | 12 | 47 | 38 | 42 |
| 11.  | FK Družstevník Plavnica               | 30 | 11 | 6 | 13 | 36 | 38 | 39 |
| 12.  | ŠK Milenium 2000 Bardejovská Nová Ves | 30 | 11 | 6 | 13 | 37 | 52 | 39 |
| 13.  | MFK Slovan Sabinov                    | 30 | 10 | 7 | 13 | 42 | 38 | 37 |
| 14.  | ŠK Futura Humenné                     | 30 | 11 | 3 | 16 | 31 | 60 | 36 |
| 15.  | FK Vysoké Tatry - Starý Smokovec      | 30 | 9  | 6 | 15 | 43 | 45 | 33 |
| 16.  | MFK Zemplín Michalovce „B“            | 30 | 3  | 4 | 23 | 25 | 86 | 13 |

Poznámky:
- Z = Odehrané zápasy; V = Vítězství; R = Remízy; P = Prohry; VG = Vstřelené góly; OG = Obdržené góly; B = Body

|  | postup do DOXXbet ligy 2015/16          |
|  | mužstvo po sezóně přesunuto do Svidníku |
|  | sestup do regionálních soutěží          |
|  | rezervní mužstvo po sezóně zaniká       |